# آلباتروس سی۹
آلباتروس سی۹ (به انگلیسی: Albatros_C.IX) یک هواگرد از نوع هواگرد شناسایی ساخت شرکت آلباتروس در آلمان است. هواگرد آلباتروس سی۹ نخستین پروازش را در ۱۹۱۷ میلادی انجام داد. در مجموع، تعداد ۳ فروند از این هواگرد ساخته شده‌است.